# Говорин, Анатолий Васильевич
Анатолий Васильевич Говорин (род. 29 декабря 1952, с. Нерчинский Завод, Читинская область) — российский терапевт и кардиолог, доктор медицинских наук, профессор. Почётный ректор Читинской государственной медицинской академии. Отличник здравоохранения, заслуженный врач Российской Федерации.
Брат депутата Государственной думы Николая Говорина.

## Биография
- 1989: избран на должность заведующего кафедры факультетской терапии ЧГМИ;
- 1999: избран на должность ректора Читинской государственной медицинской академии. Переизбран в 2004 и 2009.